# یواس‌ای‌تی دن استبان
یواس‌ای‌تی دن استبان (به انگلیسی: USAT Don Esteban) یک کشتی بود. این کشتی در سال ۱۹۳۶ ساخته شد.